# Death of the Family
Batman: Death of the family —llamado El regreso del Joker: La muerte de la familia en España— es una línea argumental crossover perteneciente a la línea de historietas de DC Comics The New 52 que entrelaza un total 23 cómics protagonizados por Batman y sus aliados. Publicados entre finales del año 2012 e inicio del 2013, su argumento principal es desarrollado en nueve series de historietas y cuenta con el regreso del villano conocido como Joker; El personaje aparece buscando vengarse de varios héroes y villanos del Universo DC, entre los cuales están, Robin, Nightwing, Batgirl, el jefe de policía James Gordon, Red Hood y Batman. El nombre de la saga hace referencia a la novela gráfica Batman: A Death in the Family, en el arco argumental de la novela anteriormente nombrada, Jason Todd —que en ese momento acompañaba a Batman utilizando el traje de Robin— es asesinado por el Joker. La trama ha recibido críticas generalmente positivas, en especial el cómic de Batman n.º 13, que se consideró: «Acertadamente grandioso y lleno de tensión, por lo increíble del regreso del villano».

## Publicación

### Antecedentes
En una entrevista, Scott Snyder confirmó que la idea de hacer Death of the family comenzó mientras escribía Batman: La Noche de los Búhos, también dijo que desde un principio quería meter al Joker en una historia y que al ver que Tony Daniel ya había hecho una historia con dicho personaje en un número de Detective Comics optó por proseguir.
El escritor adelantó que su plan en la saga es «llevar al Joker a un nuevo nivel de maldad y depravación». Comentó que su desfiguración no solo lo ha cambiado físicamente sino también psicológicamente y que su tiempo de ausencia lo utilizó para investigar a Batman, averiguar las identidades secretas que desconocía y crear un plan de ataque.

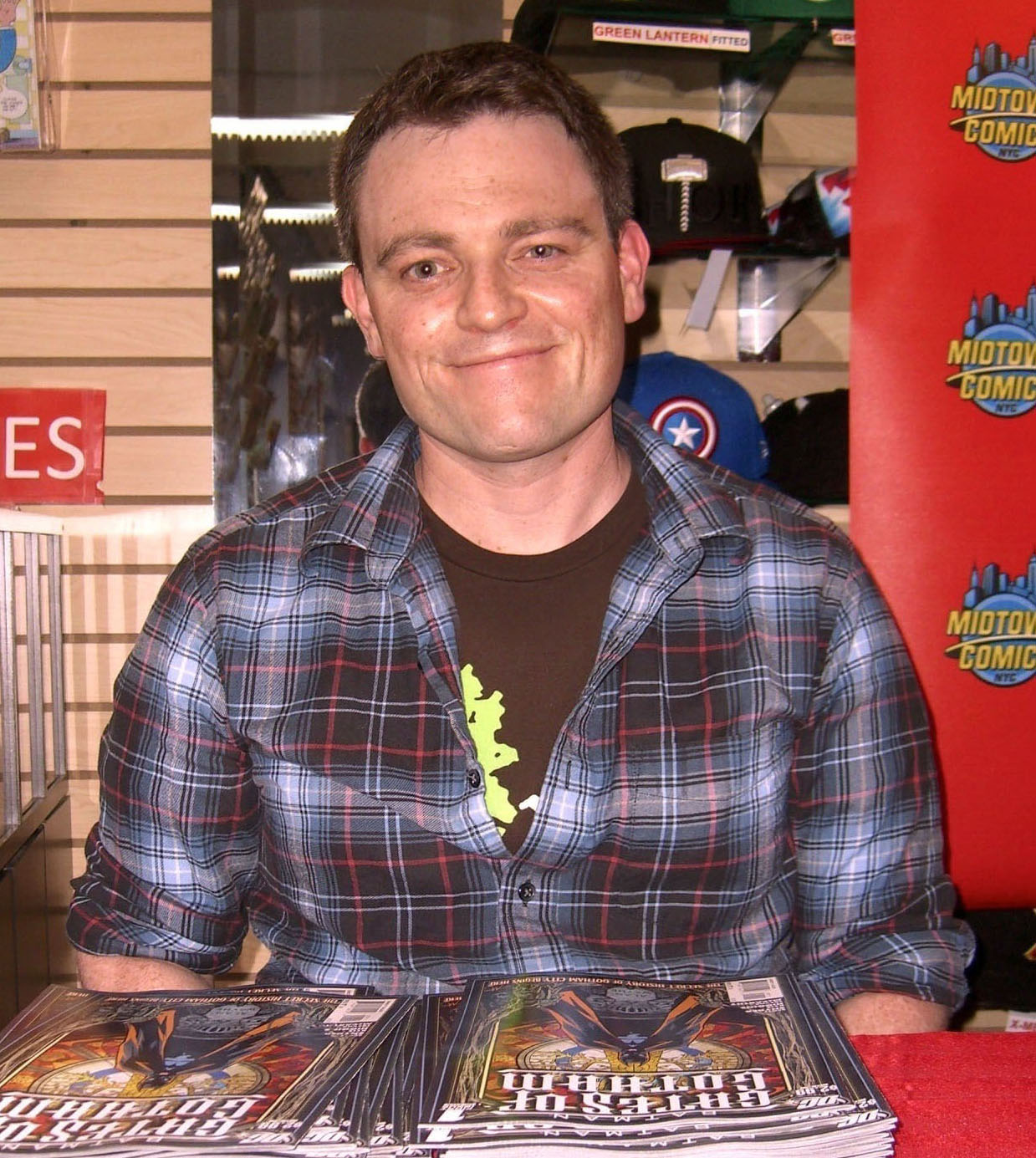
Scott Snyder, director de la saga de cómics.

En el cómic número 15 de la serie mensual homónima del héroe el Joker convence al villano conocido como Riddler de que lo ayude en sus fechorías, todo esto después de liberarlo del asilo Arkham. Snyder comentó: «Como parte del plan original del villano de desear que Batman sea más fuerte e imparable decide buscar al único otro villano que considera una verdadera amenaza para Batman, lo que lo obligaría a mejorar si desea enfrentarse a ambos». También adelantó que el final de la saga estará ubicado en el asilo Arkham y que será protagonizado única y exclusivamente por Batman y el Joker.
Para la saga Snyder se basó en las apariciones del personaje durante el tiempo que Grant Morrison escribió la serie de Batman, bajo el mando de Morrison el personaje se caracterizó por ser sumamente violento. Durante una entrevista previa al lanzamiento de la saga Snyder comentó para promocionar la obra:

«Hay una razón por la que hice que le cortaran la cara. Hay una razón por la que ha estado ausente durante un año, por la que estoy poniendo todas estas trampas. Hay una razón por la que soy tan violento y estoy tan enfadado, y por la que he vuelto tan diferente. Hay una razón por la que voy así vestido y por la que mi cara tiene este aspecto».

El anuncio de la saga se realizó poco antes de la Convención Internacional de Cómics de San Diego, Tony Daniel realizó el anuncio y comentó que él se integraría al equipo creativo de la serie de Batman. Comentó que la aparición del Joker sería una de las más intrépidas y complejas que se habían visto.
El propio Snyder dijo respecto a la importancia del arco argumental: «Esta es una historia muy personal e importante, algo que comenzó a cobrar forma en mi cabeza desde hace tiempo. Básicamente es mi gran exploración del villano, es como mi Batman: Arkham Asylum o como mi Batman: The Killing Joke». Posteriormente comento que el n.º 13 de Batman sería «el inicio de la más grande, retorcida y terrible historia del Joker que pudiera contar», agregando que «estuvo fuera un año planeando su venganza, preparando todo [...] es un Joker sin precedentes con un arma secreta. Es una historia linda, con un recorrido salvaje».
El nombre para el arco argumental Death of the Family basado en el de la historia en que muere Jason Todd llamada Batman: A Death in the Family fue creado por el escritor de la serie Batman and Robin Peter Tomasi. Tomasi comentó tener una imagen muy parecida a la de Snyder del Joker y que ambos se esfuerzan por ver quién lo hace más retorcido. El artista de Batman and Robin Patrick Gleason comentó haber iniciado el proceso de creación de las portadas incluso antes de que todo el proyecto fuera aprobado.
Snyder aclaró respecto al crossover anterior de las series de Batman llamado Night of the Owls que el nuevo arco sería mucho más atrapante ya que el villano sería el mismo para todas las historias y que desea hacerle daño a todos los camaradas de Batman. También comentó que existirán historias complementarias al final de cada cómic de la serie Batman que mostrarán como el villano convence a otros de ayudarlo a maquinar su plan.
El personaje salió de la nueva continuidad en el cómic n.º 1 de la serie Detective Comics con el fin de que los autores se centraran en ideas nuevas para la serie de Batman y no tanto en las que incluyeran al personaje. El escritor comentó querer esta historia como si fuera su último trabajo, para así ponerle mayor empeño. El escritor comentó también que cada trama secundaria será autoconclusiva y por lo tanto de perderse alguna no se afectara el entendimiento de la historia principal. También comentó que no utilizaría la historia para adentrarse en el pasado o en la historia del villano, argumentando que «Batman: The Killing Joke cuenta todo lo que tenemos que saber». Dentro de la saga principal se incluyeron historias complementarias que muestran cómo el Joker hace que otros villanos lo apoyen en su ataque contra Batman.
Snyder entregó los primeros comentarios del arco argumental en el blog oficial de DC Comics llamado The Source, comentó que: «esta sería la más chocante historia del Joker que podía contar» y que «su Joker estaría completamente desatado».
El escritor comentó que esperaba que el número final de Batman fuera aterrador. Comentó sobre las especulaciones sobre el final de la saga:

«Hay tantas teorías sobre lo que va o no a pasar, a veces digo "quisiera haber hecho eso" al ver las suposiciones [...] la gente me dice que haga esto o aquello, es una constante presión, me dicen que sustituya a Alfred con un robot o que elimine de una vez a Tim Drake. Comienzas a preocuparte por quien va a odiarte o quien va a amarte por lo que hagas, el final es uno que ha estado ahí desde el principio y espero que haga felices a todos».

El escritor comentó que intentó leer la mayor cantidad de historias del pasado del Joker para así poder decidir cuáles y de qué forma incluiría referencias. Agregó que el n.º 16 de Batman era la historieta con más contenido de ese tipo, poseyendo imágenes y diálogos alusivos a la historia de Alan Moore, a la obra Joker Fish y a las historias que él mismo llamó como una de las obras maestras de Grant Morrison No Man's Land.

### Temas
La base central del argumento es el deseo del Joker de quitar del camino a todos los aliados de Batman para que así solo sea él quien lo persiga, ya que el villano considera que son sus compañeros y aliados los que vuelven al héroe menos capaz y lo han ablandado.
El villano dejó gravemente herido al mayordomo de Bruce Wayne (Batman) Alfred Pennyworth y al jefe de policía James Gordon con una terrible hemorragia durante sus ataques contra ellos. El Joker se aprovechó del trauma que le causó a Batgirl (Barbara Gordon) mientras la acosaba.
El villano demostró al atacar a Alfred (dejándolo ciego) que conoce la identidad de Batman.
Para atacar al actual Robin (Damian Wayne) en el cómic n.º 15 de la serie Batman and Robin el Joker utiliza una nueva droga, con la que obliga Batman a atacar a su hijo, todo esto afecta directamente al personaje más joven ya que lo obliga a decidir si desobedecer la regla más importante del héroe: No matar.
Snyder comentó que el argumento se basa en un reino medieval siendo Batman el rey y el Joker el bufón del reino, quien le recuerda al rey su cruda realidad, las cosas tristes que ocurren en su reino. Comentó que el inicio del cómic número 13 está rodeado de niebla y oscuridad. También comentó que realizó diversas investigaciones para personificar al héroe, comentando que recreará el primer asesinato del Joker. En la saga se referencia a Batman: The Killing Joke, la muerte de Jason Todd y regresa Harley Quinn. El escritor argumentó que la importancia del rostro mutilado del villano radica en la oscuridad que le rodea, en el hecho de que detrás de ella el lector no podrá ver.
Tomasi también comentó que el arco argumental sirve para desequilibrar la relación que se había creado entre Bruce y su hijo Damian en los últimos números de la serie de cómics.
El escritor comentó también que el principal sentimiento dentro de su saga sería el miedo.
La historia del Batgirl n.º 13 se entrelaza con el arco al final del cómic, mostrando la llegada de los secuaces del villano al departamento de la joven, es allí donde se aprecia una clara referencia con Batman: The Killing Joke ya que todos llevan la misma ropa que uso el Joker al dejarla paralítica. La historia tiene como componentes principales al miedo, al hecho de que Damian no puede ver, o bien no se atreve a ver lo peligroso que el Joker puede llegar ser y el miedo que Batman puede llegar a demostrar hacia el villano. Los juegos mentales son parte importante de la saga, en especial en los cómics de la serie mensual Catwoman, donde el villano engaña a la protagonista para después atacarla.
Posteriormente agregó que lo que creo también era parte de la nueva filosofía del Joker que estaban creando, que es un regreso del propio Batman, a quien ve como su rey errante. Comentó que considera al villano uno de los más aterradores y que él es así porque es un horroroso reflejo de nuestros peores temores, cuando alguien se enfrenta a él, solo es necesario que te vea para que descubra tus peores temores y después los haga realidad, demostrando que puedes temerte a ti mismo.
El escritor de Batman and Robin hizo comentarios de que en las historias de la serie de cómics el Joker sería capaz de llegar al corazón y a la mente del hijo de Batman, agregando que el villano «sabe cómo exponer los miedos del muchacho». Comentó también que el villano aparecerá para intentar "iluminar" a Damian y demostrarle la carga que es para su padre.

## Lanzamiento y promoción

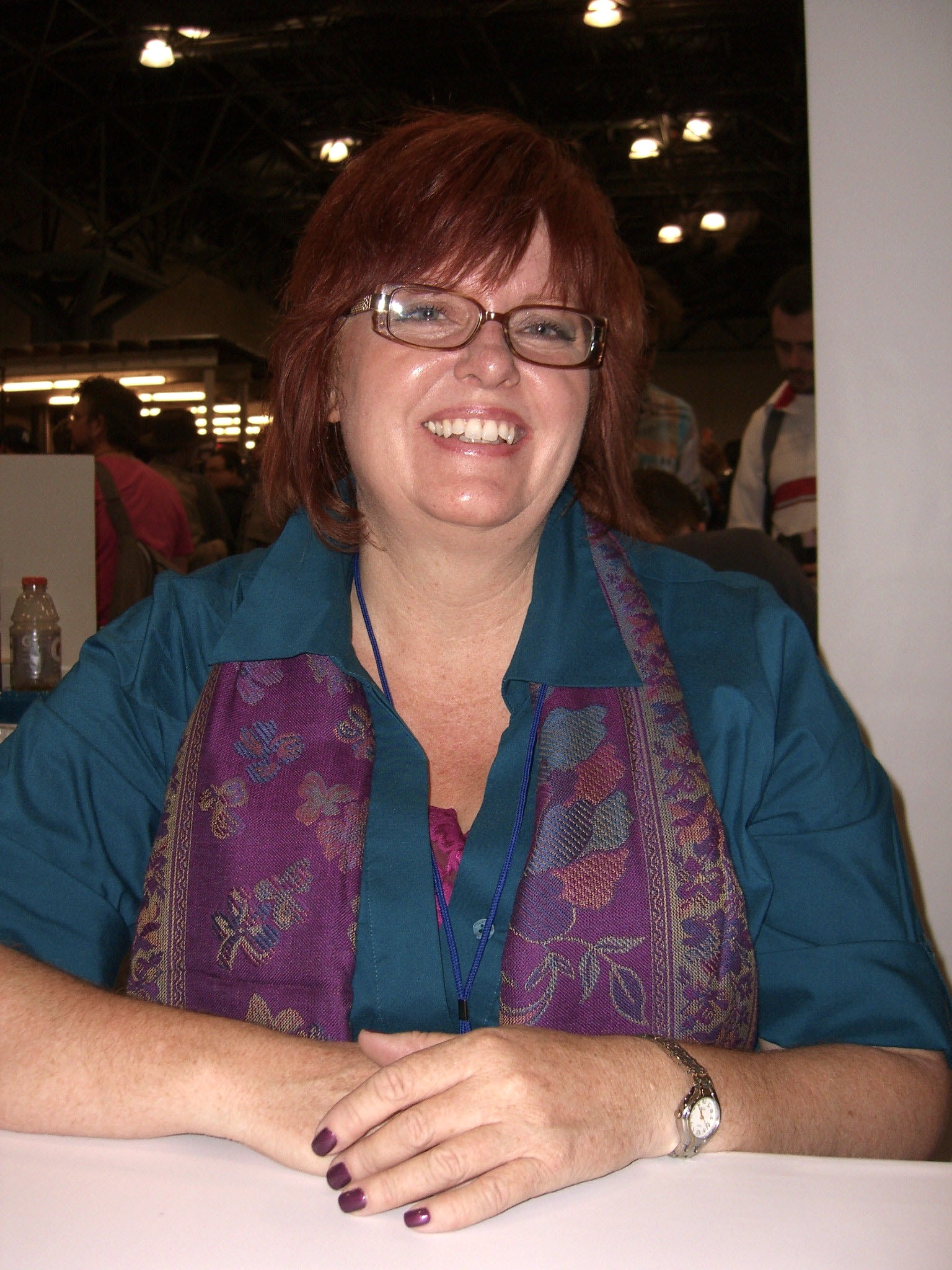
Gail Simone escribió la confrontación del Joker y Batgirl.

Para el lanzamiento de la saga, el escritor Scott Snyder y el artista Greg Capullo decidieron mantener la nueva imagen del villano en secreto, no entregando ninguna promoción en la que se viera su rostro, pero por error el equipo de la serie Batgirl incluyó al villano en una imagen frontal en la portada de la historieta número 13, en la que también aparece la joven desmayada. Frente a dicha revelación Capullo comentó:

Mientras más lo pienso, más consideró que fue para mejor. La versión del personaje que estamos creando será demasiado fuerte para aquellos que no hayan visto lo que se filtro en la web [...] DC tiene ciertas preocupaciones respecto a lo creado en el arco argumental. Quizá fue algo intencional para aclimatar a los lectores frente a lo que se viene. [...] Si vieron la filtración pues no han visto casi nada, el terror ya viene en camino.
Greg Capullo a través de su cuenta Twitter.

Para promocionar la historia, Capullo creó una serie de portadas alternativas que mostraban parte del rostro de los protagonistas mirando de frente. Las imágenes aparecieron en los cómics número 13 de Batman, Batgirl y Catwoman, lanzados en octubre; se utilizó una para el número 14 de Suicide Squad que DC lanzó en noviembre y para las historietas número 15 de Detective Comics, Batman & Robin, Nightwing, Red Hood & The Outlaws y Teen Titans; estas últimas puestas a la venta en diciembre de 2012. La promoción especial incluyó una portada que muestra la nueva imagen del Joker después de recuperar su rostro. Respecto a la creación de las ilustraciones el artista comentó lo siguiente: «La creación de las portadas fue un desafío, ya que los cortes debían ser perfectos. Otra de las dificultades era la limitación de tener que utilizar sólo la cara de los protagonistas, todos mirando en el mismo ángulo y debiendo mostrar sus personalidades individuales [...] cosa que creo conseguí».
El primer cómic de la saga salió a la venta el 10 de octubre.
La serie de historietas Suicide Squad se integra a Death of the Family en sus cómics número 14 y 15 presentando una de las tantas tramas secundarias de la historia.
El cómic número 13 de Batman salió a la venta el 10 de octubre de 2012.
En el segundo mes de la historia DC Comics entregó una serie de portadas alternativas para las historietas, dentro de los cómics promocionados estaban el número 14 de Batman, donde Harley Quinn realizaba una aparición especial.

## Trama

### Principal
Batman

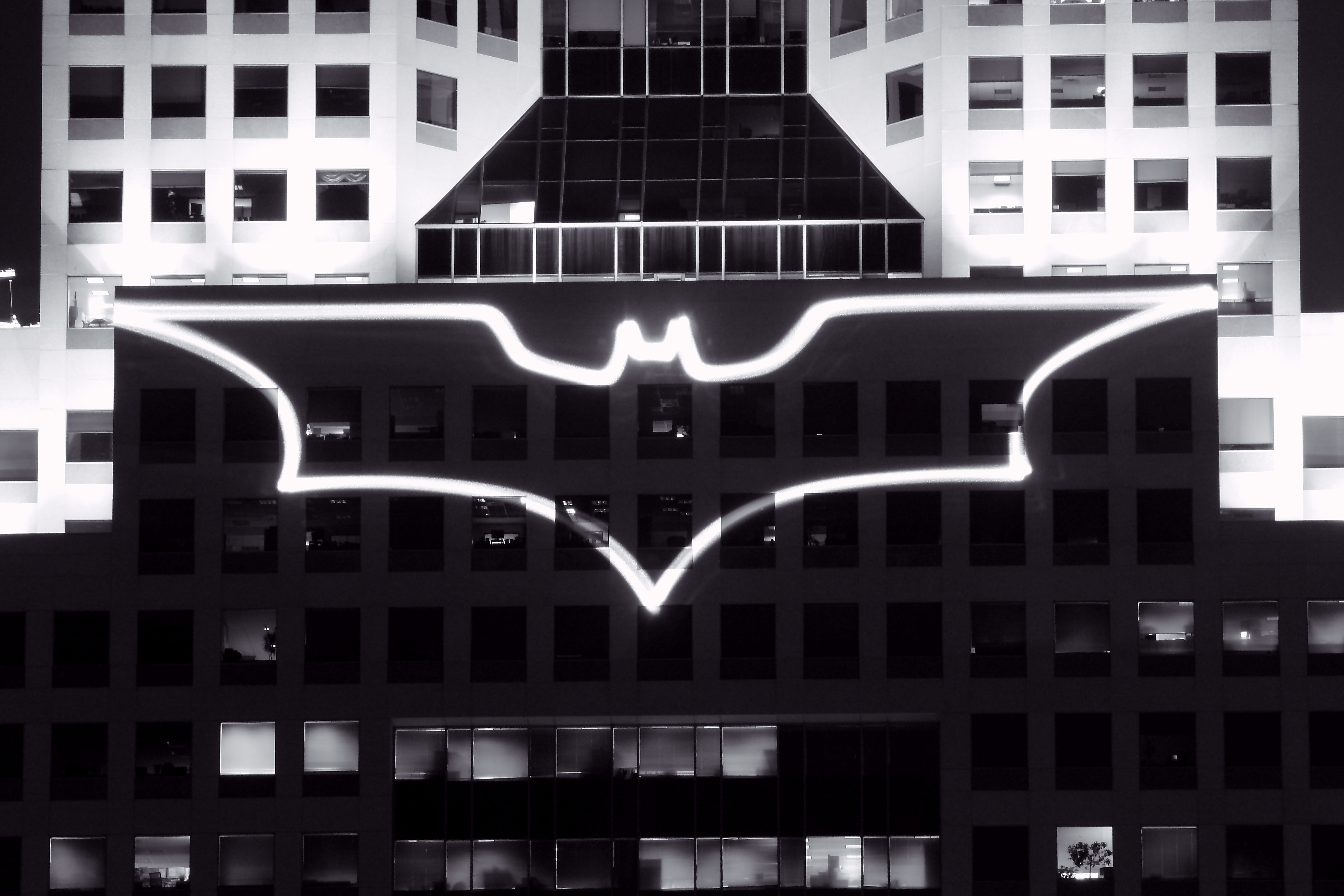
Después de un año del último enfrentamiento entre el Joker y Batman, el primero regresa con un enorme deseo de venganza y ejecuta un complicado plan para torturar a todos los aliados del héroe.

Luego de haber atacado el departamento de policía, asesinado a 19 oficiales, y agredir a James Gordon, el Joker hace su regreso a Gotham City después de estar un año desaparecido, e infunde un mensaje vía televisión en el que comenta que tiene a varios objetivos, entre ellos el alcalde de Gotham a quien amenaza con asesinarlo esa misma noche. Batman y varios oficiales de la ciudad, velan para evitar que el hombre sea asesinado, sin embargo todos los oficiales ahí presentes mueren por un gas tóxico que había sido puesto por el villano semanas atrás. Batman analiza el gas y se da cuenta de que fue hecho en la planta química ACE, el mismo lugar donde el Joker cayó y se transformó en lo que es ahora; al dirigirse ahí se encuentra con el Red Hood original, después de saber lo que sucedió deduce que solamente es un truco, obliga al farsante —Harley Quinn— a quitarse la máscara y ella le advierte a Batman que no se enfrente al Joker ya que «no es el mismo Joker que ella conocía», sin embargo él no sigue a las indicaciones de Harley.
Cuando el héroe regresa a su hogar, se da cuenta de que su mayordomo Alfred fue secuestrado y en una de las salas encuentra una grabación y una banda elástica con el nombre del jefe de policía Gordon. Batman decide hacerle una visita —sabiendo que él es la próxima víctima—, llegando poco antes de que comience a sangrar sin parar, por lo que Batman utiliza un coagulante para poder salvar su vida. Batman se da cuenta de que el Joker está recreando sus crímenes anteriores, y va al embalse de Gotham, lugar donde se llevó a cabo su primer enfrentamiento con el villano, sin embargo este último logra vencerlo, lo que lo lleva a pensar que sus aliados lo están volviendo débil, así que para «ayudarlo» se propone asesinar a todas las personas que ama en las próximas 72 horas, puesto que sabe las identidades de todos ellos.
Batman está paralizado en la guarida del Joker por un veneno que él le inyectó, el teniente Bullock y varios oficiales siguen su rastro y llegan hasta el lugar donde lo tienen cautivo, sin embargo se mantienen afuera ya que hay varias bombas en la entrada. Batman se recupera lo suficiente para poder escapar, sin embargo es emboscado por el Joker, quien intenta derrotarlo pero aún tiene mala condición y permite que escape. Bruce es ayudado por algunos familiares, quienes lo llevan a la Batcueva, ahí tratan de convencerlo de que hay alguien jugando en la cueva; Batman niega que se trate del Joker o que sepa su ubicación, pero sabe que hay un traidor que lo está ayudando, también insinúa que conoce la identidad de él y de todos sus aliados.
Batman continúa con su investigación e interroga a un guardia del Asilo Arkham, quien le confiesa que el Joker estaba en el Asilo, pero al llegar al lugar se da cuenta de que el Joker previamente había tomado el control de las instalaciones con la ayuda de varios pacientes. Batman logra acceder al Asilo por medio de los conductos subterráneos, pero el Joker manda a Clayface, Mr. Freeze y Dos Caras para emboscarlo. Posteriormente Batman logra vencerlos y finalmente encara al Joker, quien duda poder vencerlo nuevamente y le muestra unas grabaciones de Catwoman, Robin, Batgirl, Red Hood, Red Robin y Nightwing que se encuentran cautivos, también lo obliga a sentarse en una silla eléctrica si es que quiere salvarlos.
Tras torturarlo en la silla eléctrica, el Joker lo lleva con sus amigos que están sentados alrededor de una mesa con bolsas en la cabeza, que quita revelando que les ha quitado los rostros y posteriormente incendia el lugar. Batman se libera de la silla, rompe un sector de la cueva en donde el agua cae apagando el fuego y rescata a sus aliados, luego de asegurarse que estén sanos y salvos ataca al Joker. Este le revela que les dejó una trampa y los infecta con una toxina que hace enfrentarse entre ellos, con el fin que Batman lo deje ir para salvarlos.
Pero sucede todo lo contrario, Batman con ira golpea al Joker e intenta acabar con su locura haciéndole recordar su vida anterior incluyendo su verdadero nombre, el Joker asustado se niega a escuchar y se lanza al vació de una cascada.
Batman cura a sus aliados, luego todos ellos se toman un tiempo separados (menos Alfred) intentando calmarse y reflexionar por lo que pasaron.

### Secundarias
Batgirl
La madre de Barbara Gordon es atacada por 3 hombres con máscaras de payaso en su casa. Su hermano James trata de salvar a su madre entregándole a su propia hermana al Joker, junto con su identidad secreta. El joker lleva a Barbara a un boliche donde le propone matrimonio con la sortija del dedo cortado de su madre; Ella se da cuenta de que la única forma de derrotarlo es rompiendo la única moral de Batman, asesinando al Joker, para ello acepta casarse con él. Tras su falsa boda el Joker intenta asesinarla, pero ella se resiste y empieza a pelear con él, posteriormente es derrotada y llevada a una celda.
Batman & Robin
Damian no sigue las instrucciones de Bruce de quedarse en la Batcueva y decide investigar el secuestro de Alfred, esto lo lleva hasta el zoológico de Gotham donde es capturado por el Joker, quien lo acusa de ser uno de los problemas del murciélago al ser una carga para él e impedirle ser un rival digno. Posteriormente el Joker intenta obligarlo a asesinar a Batman si es que quiere no salvar su vida, pero Damian no es capaz de hacerlo y prefiere morir antes que matar a su padre, pero antes de que pueda hacer algo el Joker asesina a Batman, este último era solo un señuelo ya que el primero quería hacerle «un chiste» a Wayne.
Catwoman
Catwoman es contratada por una persona anónima para robar una pieza especial de ajedrez del tamaño de una persona, ella logra robarla sin saber que la pieza tenía dentro a un niño, posteriormente el Joker aparece y se revela como la persona que la contrató, ella se enfurece y empieza a pelear contra él, pero el Joker amenaza con matar al niño si se atreve a seguir peleando, ella se desconcentra y recibe un fuerte golpe del Joker, él la acusa de debilidad y que debe dejar de amar a Batman si quiere que la tomen en serio, ella niega estar enamorada de Batman pero el Joker al saber que miente se burla de ella y la encierra en una celda.
Detective Comics
Mientras Batman está distraído por la búsqueda del Joker, se ve obligado a enfrentarse a Clayface, ha sido químicamente poseído por Poison Ivy en la creencia de que están casados, convirtiéndolo en un guardia feroz. Batman usa un herbicida modificado para matar las plantas de Ivy que están incrustadas en Karlo, liberándolo del control de Ivy, posteriormente él escapa por las alcantarillas. Mientras esto sucede el Joker trata de hacer su plan con el Pingüino, este último se alía con Ivy para poder asesinar a Batman más fácilmente, sin embargo Clayface llega y ataca a Ivy por lo que le había hecho previamente.
Nightwing
El Joker asesina a Jimmy, un payaso que trabajaba para el Haly's Circus, la acción del Joker se debe a que lo tomaba como un imitador. También deja escapar a la examante de Nightwing Raya que se encontraba en la prisión de Blackgate. Después de probar su nuevo veneno con Jimmy, Dick descubre una anomalía intencional que lo lleva a un centro aeroespacial abandonado. Allí, se enfrenta a Raya, su cara se asemeja a la del Joker, y tiene su traje aunque un poco modificado. Ella ataca sin control mientras Dick el Joker huye, hasta que su cuerpo rechaza la toxina que le fue implantada y ella muere. Dick encuentra un mensaje grabado en su cuerpo, que decía que habría un espectáculo en el Haly's Circus. En el circo, Nightwing se enfrenta a los cadáveres exhumados de los miembros del circo que habían muerto previamente. Sin embargo es derrotado, posteriormente los cadáveres sufren el mismo destino que Raya, cuando Grayson despierta se encuentra en una cabina aislada.
Red Hood and the Outlaws
El Joker droga a Red Hood (Jason Todd) y lo encierra en una cabina, posteriormente llama a la policía para que investiguen en la casa de Todd, sin embargo Jason intenta escapar para avisarle a Batman, tras saber lo que haría el Joker llena el edificio con un gas somnífero. Cuando despierta Joker le ofrece «regalos para tratar de animarlo», entre ellos se encuentran la bala que mató a su padre y una recreación de la muerte de su madre, haciéndole creer que sabe su identidad secreta. Todd intenta escapar pero es una vez más engañado con el Joker, por lo que cae en una trampa donde también se encuentra Red Robin.
Suicide Squad
Durante el funeral de Deadshot el Joker secuestra a Harley del Suicide Squad. Posteriormente tiene un enfrentamiento con Batman como se puede ver en Batman nº14. Más tarde llega con Harley e intenta asesinarla en un baño químico, ella logra escapar pero es emboscada por el Joker que tenía a hienas hambrientas a su merced, posteriormente la noquea y la encierra en una cabina de asilado, ella logra escapar mordiendo las cuerdas de sus manos y usando su sangre como lubricante, ya que tenía cadenas en los pies. El Joker la encuentra tratando de huir y la vuelve a lastimar pero le dice que aún puede seguir siendo su Harley, pero que si no acepta estar con él la iba a asesinar.
Teen Titans
Los Teen Titans se aventuran en Gotham para tratar de salvar a Red Robin que fue secuestrado previamente por el Joker. Con el asesoramiento de Batgirl, investigan varias escenas del crimen para encontrar el paradero del Red Robin, mientras Kid Flash busca en un edificio deteriorado se activa una trampa que expulsa el gas tóxico del Joker, pero a diferencia de otras veces le da su apariencia a todo aquel que lo inhale. Mientras esto sucede, Red Hood y Red Robin se unen para escapar, cuando están a punto de salir del edificio de donde estaban aparece el Joker, Jason por fin tiene una oportunidad de tomar venganza de lo que le había hecho, así que le dispara, sin embargo este se muestra como un señuelo, y un gas somnífero empieza a emanar de los conductos de ventilación.

## Recepción
La mayoría de los números han recibido buenas críticas, lo mejor de Batman nº13 según muchos críticos profesionales fue su historia intrigante y el regreso del Joker, también se elogiaron los diálogos y por la incorporación de elementos históricos a los personajes. Greg McElhatton del Comic Book Resources dijo que disfrutó que en Batman nº14 no se presentó ningún compañero para Batman, así como el diálogo entre los personajes. El siguiente número también fue muy bien recibido y aunque muchos análisis concordaban en que la trama siguió siendo buena, también dijeron que había muchas incongruencias, un ejemplo son los diálogos.
Esposito elogió los diálogos que escribió Scott Snyder en el número 16 de la serie; así como la actitud que tenía el Caballero Oscuro, en especial cuando se encuentra con el Joker, pero criticó el hecho de que no se explicaba como es que los aliados de Batman terminaton en esa situación. Pitts Lan de Newsarama dijo que Snyder había creado una gran historia, era inolvidable y llena de suspenso, con un Joker superó todas sus encarnaciones anteriores. Kelly Thompson, también de Newsrama, dijo que el equipo creativo había tomado un personaje muy atormentado [Joker] y lo reinventaron, así como una gran historia. Greg Capullo dibujo la mayoría del cómic con un lápiz, por lo que Esposito dijo que es posiblemente el mejor artista de las series de Batman, mientras que Newsarama describió su trabajo como visceral y muy detallado, aunque a veces era desordenado. Joey Eposito calificó a Batman nº17como una «obra maestra» dándole un 10 de calificación y concluyendo en que «Batman nº 17 es una conclusión sorprendente en todos los ámbitos, es magistral y supera sus expectativas en todo momento». Doug Zawisa de CBR dijo que «Batman #17 no solo marca el fin de la saga Death of the Family sino que acaba con la Bat-familia». En Newsarama obtuvo una calificación perfecta (10/10).
Los cómics de Batgirl son considerados como uno de los más fuertes e importantes, debido a la relación preexistente entre Batgirl y el hombre que la había traumatizado y paralizado tiempo atrás, esto desencadena a un enorme deseo de venganza por parte de la compañera de Batman. El trabajo de Ed Benes y Daniel Sampere en el número siguiente recibió críticas mixtas. Batman y Robin nº15 fue bien recibido por su historia fuerte y la caracterización de Damian Wayne y el Joker, los diálogos que presentaba este último fueron considerados como «un juego de palabras formado en púas incisivas». Aparentemente es una de las mejores historias que puede haber entre el jocker y damian interactuando aunque la historia no muestra una rivalidad muy grande.
 El arte de Patrick Gleason fue elogiado por sus imágenes aterradoras y sus inquietantes escenarios. El siguiente número de fue considerado aún mejor que el anterior, lo mejor de este cómic fue el enfrentamiento entre Damian y el hombre que piensa que es su padre. La historia de Catwoman tiene mucho que ver con la trama principal, sin embargo se crítico que su historia era pobre y en ciertas partes absurda. Se observó que las apariciones esparodicas del Joker interrumpen la historia no tienen importancia alguna. Catwoman nº 14recibió críticas similares, Thompson dijo que el concepto del Joker y Catwoman cayó y no ofreció una buena enemistad, ni tampoco una especie de relación como la que tiene Catwoman con Batman. Pepose dijo que le daba una calificación de 3 sobre 10. Jesse Schedeen de IGN le dio a los cómics de Nightwing 10 de 10, varios críticos de IGN señalaron que había ciertos errores en la trama y en los diálogos, aunque realmente eran menores y no afectaban mucho el desarrollo; Greg McElhatton de Comic Book Recourses dijo que este tie-in fue muy bueno. Jeese Schedeen dijo que la cuestión era que Nightwing era incapaz de combatir a Nightwing en esta historieta, y el Joker al saber esto realiza movimientos aún más salvajes.
Suicide Squad nº14 recibió críticas negativas ya que no tenía nada que ver con la trama principal, puesto que su arco argumental cuenta a Batman tratando de salvar al Joker y rescatar a sus amigos, sin embargo esta publicación trata la relación de Harley Quinn y el Joker, Schedeen dijo que no le veía sentido a este cómic pero que los dibujos y la crueldad del villano [Joker] hacía su exnovia [Harley] era excepcional, dándole un 5.4 como calificación final; el siguiente número mejoró un poco según Scheeden concluyendo en que «sin duda la más confusa serie hasta la fecha» dándole un 6.0 [Correcto]. Teen Titans nº15 es considerado como mediocre, obteniendo calificaciones bajas; su siguiente número fue un poco mejor que el primero ya que presentaba mejor trama.

## Ventas
Las historietas que entraron en el arco argumental Death of the Family recibieron una buena recepción no solo en cuanto a las críticas y comentarios, también en su índice de ventas. Los cómics número 13 de Batman, Batgirl y Catwoman agotaron sus copias poco tiempo después de ser lanzados al mercado, por lo que debieron reimprimirse posteriormente. Mientras los demás lograron posicionarse en buenos lugares de las listas de ventas publicadas mensualmente. A continuación, una tabla con el detalle de las ventas respectivas:
| Serie                    | Número | Publicado         | N.º estimado de unidades vendidas | Posición en ventas | Referencia |
| ------------------------ | ------ | ----------------- | --------------------------------- | ------------------ | ---------- |
| Batgirl                  | #13    | Octubre de 2012   | 50,070                            | 36                 | [ 76 ]     |
| Batgirl                  | #14    | Noviembre de 2012 | 77,475                            | 17                 | [ 77 ]     |
| Batgirl                  | #15    | Diciembre de 2012 | 75,337                            | 13                 | [ 78 ]     |
| Batgirl                  | #16    | Enero de 2013     | —                                 | —                  |            |
| Batman                   | #13    | Octubre de 2012   | 148,293                           | 3                  | [ 76 ]     |
| Batman                   | #14    | Noviembre de 2012 | 159,744                           | 2                  | [ 77 ]     |
| Batman                   | #15    | Diciembre de 2012 | 151,561                           | 3                  | [ 78 ]     |
| Batman                   | #16    | Enero de 2013     | —                                 | —                  |            |
| Batman                   | #17    | Febrero de 2013   | —                                 | —                  |            |
| Batman and Robin         | #15    | Diciembre de 2012 | 89,874                            | 8                  | [ 78 ]     |
| Batman and Robin         | #16    | Enero de 2013     | —                                 | —                  |            |
| Catwoman                 | #13    | Octubre de 2012   | 40,144                            | 52                 | [ 76 ]     |
| Catwoman                 | #14    | Noviembre de 2012 | 63,659                            | 27                 | [ 77 ]     |
| Detective Comics         | #15    | Diciembre de 2012 | 106,390                           | 5                  | [ 78 ]     |
| Detective Comics         | #16    | Enero de 2013     | —                                 | —                  |            |
| Nightwing                | #15    | Diciembre de 2012 | 74,404                            | 15                 | [ 78 ]     |
| Nightwing                | #16    | Enero de 2013     | —                                 | —                  |            |
| Red Hood and the Outlaws | #15    | Diciembre de 2012 | 64,100                            | 21                 | [ 78 ]     |
| Red Hood and the Outlaws | #16    | Enero de 2013     | —                                 | —                  |            |
| Suicide Squad            | #14    | Noviembre de 2012 | 63,697                            | 26                 | [ 77 ]     |
| Suicide Squad            | #15    | Diciembre de 2012 | 57,129                            | 30                 | [ 78 ]     |
| Teen Titans              | #15    | Diciembre de 2012 | 68,704                            | 17                 | [ 78 ]     |
| Teen Titans              | #16    | Enero de 2013     | —                                 | —                  |            |